# فرضية الدهون
كانت «فرضية الدهون» إحدى فرضيتين (كانت الأخرى فرضية إصابة البطانة المزمنة) طوّرتا في عقد 1850 لشرح نشوء مرض التصلب العصيدي. وتفترض هذه الفرضية وجود صلة بين مستوى كوليسترول البلازما وتطور داء شريان القلب التاجي.
اقترح هذه النظرية الألماني رودولف فيرشو العالم المختص في علم الأمراض عام 1860، وقد أشار إلى أن دهنيات الدم تتراكم في جدران الشرايين مسببة تصلب الشرايين. ومع ذلك، تعارض قلة هذه الفرضية، ويقولون بأنها غير مثبتة بشكل صحيح، وأن آليات حدوث التهابات الأوعية الدموية غير مرتبطة بمستويات كوليسترول الدم.

## فرضية دهون تصلب الشرايين

### منشأ النظرية والدراسات الأولى
عام 1913، أظهرت دراسة قام بها نيكولاي آنيتسشكو أن تغذية الأرانب بكوليسترول يؤدي إلى ظهور أعراض مشابهة لأعراض تصلب الشرايين. عام 1951، صاغ العالمان داف وماكميلان نظرية الدهون بصورتها الحديثة بعد أن قاما بمراجعة للنظرية الأصلية في «المجلة الطبية الأمريكية». كان «آنسيل كيز» أول المدافعين عن فرضية أن الأحماض الدسمة المشبعة والكوليسترول في الدم سببان من أسباب أمراض القلب، حيث قدم دراسته الأولى حول هذا الموضوع ونشرها عام 1953 وقد ساعد كتابه «كل جيداً وابقَ بخير» في نشر الوعي حول الموضوع.

### الإجماع العلمي
منذ منتصف القرن العشرين، اقترحت فرضية الدهون أن الأحماض الدسمة المشبعة والكوليسترول عاملان رئيسيان في حدوث أمراض القلب والأوعية الدموية، وبدأت البحوث تركّز على البحث عن إثبات أو دحض الفرضية. وقد أدى تأويل وتفسير هذا البحث إلى قبول عام لنظرية الدهون كحقيقة علمية في نهاية القرن. وفي حين أنها قد أثارت جدلاً، إلا أن حدوث إتفاق علمي جاء في وقت مبكر. أجري مسح عام 1978، كانت نتيجته أن الغالبية العظمى من الباحثين والممارسين دعموات الفرضية. في هذا المسح، شمل المسح 211 من الباحثين البارزين في حقل أمراض القلب والأوعية الدموية، وجهت لهم أسئلة عن الصلة بين العلامات البيولوجية لكوليسترول البلازما وعلاقة المرض بالنظم الغذائية. 90% منهم استجابوا بإجابة عن الأسئلة التالية:
| السؤال | نعم | لا | غير متأكد |
| --- | --- | -- | --------- |
| هل تعتقد أن هناك علاقة بين مستوى الكوليسترول في بلازما الدم وتطور أمراض القلب التاجية؟                                   | 189 | 2  | 2         |
| هل تعتقد أن معلوماتنا عن النظم الغذائية وأمراض القلب التاجية كافية لنقدم توصيات للسكان مجتمع رغيد لتغيير نظمهم الغذائية؟ | 176 | 16 | 1         |

عقدت معاهد الصحة الوطنية الأمريكية مؤتمراً لمراجعة الأدلة العلمية عام 1084. خلال المؤتمر، صوّتت لجنة مكونة من 14 خبيراً بـ «نعم» عن الأسئلة التي طرحت ما إذا كان كوليسترول الدم سبباً وما إذا كان تقليصه يسهم في الحد من الإصابة بأمراض القلب. خلصت اللجنة إلى:
.
في نهايات عقد الثمانينات من القرن العشرين، تراكمت الأدلة من خلال عدد من الدراسات التي أسفرت عن قبول نظرية الدهون، وبحلول عام 2002، قبل المجتمع العلمي قبول فرضية الدهون على أنها مثبتة، أو، وكما أفادت إحدى المقالات، «تم الاعتراف بالفرضية عالمياً باعتبارها قانون». ثمة أقلية في المجتمع الطبي لا تزال تجادل بأنه لم يثبت صحة فرضية الدهون علمياً باعتبار الدهون من مسببات أمراض القلب.
في الوقت الحاضر، يستخدم مصطلح «فرضية الدهون» عادة من قبل المعارضين للاتفاق العلمي المتعلق بدور الكولسترول في التصلب العصيدي وأمراض القلب والأوعية الدموية، كأعضاء «الشبكة الدولية للمشككين في أضرار الكولسترول في الدم» التي أسسها عام 2003 الناقد «أوف رافنسكوف».